# 赵占魁

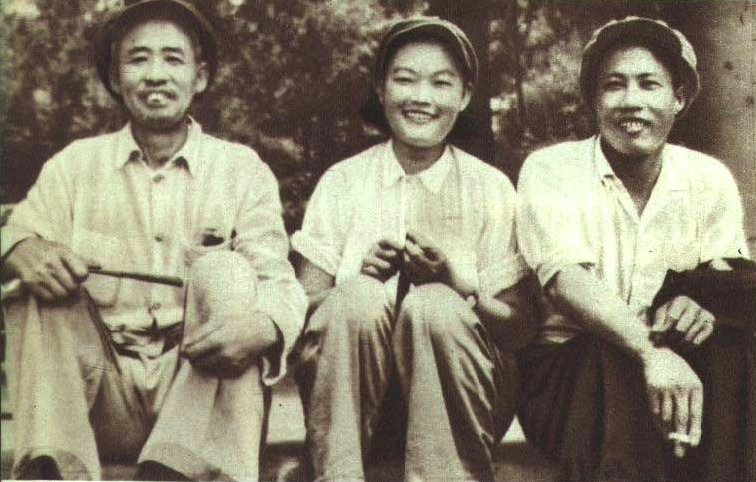
1950年全国劳动模范大会，赵占魁、李凤莲、甄荣典合影

赵占魁（1896年—1973年8月26日），山西定襄人，陕甘宁边区特等劳动英雄，是中共在大生产运动中树立的典型人物。

## 生平
赵占魁出生于贫困农民家庭，曾学过铁匠，当过翻砂、火炉工。1938年前往延安，进入中国人民抗日军政大学职工队学习。1939年入延安工人学校铁工部。同年加入中国共产党，并进入温家沟兵工厂当翻砂工，历任翻砂股副股长、股长。
1942年在毛泽东指示下，《解放日报》于9月11日发表《向模范工人赵占魁学习》，开始报道其“始终如一、积极负责、老老实实、埋头苦干、大公无私、自我牺牲”的精神。有研究认为，赵占魁最初来到延安时的目的是“找活干”，到抗大后曾“认为自己命苦，甚至想离开抗大另找工做”。《解放日报》的报道没有聚焦于其意志消沉的一面，而是展现其奋发向上的一面，在精神上鼓舞了读者。
此后陕甘宁边区总工会于10月12日发出《关于开展赵占魁运动的通知》，正式开展赵占魁运动，号召全边区工人向其学习。而赵占魁也先后被授予“特等劳动英雄”、“工人旗帜”等称号。中华人民共和国成立后，他于1950年被授予全国劳动模范称号。他还曾任西北军政委员会劳动部副部长、西北总工会副主席、陕西省总工会副主席等职。1973年逝世。